# Merimnetria arcuata
Merimnetria arcuata är en fjärilsart som beskrevs av Walsingham 1907. Merimnetria arcuata ingår i släktet Merimnetria och familjen stävmalar. Inga underarter finns listade i Catalogue of Life.